# Tia Surica
Iranette Ferreira Barcellos, connue sous le nom de plume de Tia Surica (Tante Surica), née le 17 novembre 1940 à Madureira (Brésil), est une chanteuse de samba et de musique populaire brésilienne et aussi actrice de télévision. Le surnom de Surica lui a été donné par sa grand-mère quand, encore enfant, elle commence à fréquenter l'école de samba Portela avec ses parents.

## Biographie

### Jeunesse
Née à Madureira, un des quartiers populaires au nord de Rio de Janeiro en 1940, elle commence à écouter les airs de samba à l’école Portela alors qu'elle n'est âgée que de quatre ans. Sa carrière artistique débute réellement en 1966 lorsqu'elle chante avec Maninho et Catoni le samba de carnaval Memórias de um Sargento de Milícias, (Mémoires d'un sergent des milices) écrit pour Paulinho da Viola.
En 1980, elle rejoint le groupe Velha Guarda da Portela (Vieille Garde de Portela), les vieux blasonnés, les artistes garants des traditions et en est la chanteuse vedette.

### Consécration et succès
Le succès arrive en 2003. À 63 ans, elle publie son premier CD dans lequel elle reprend d'anciens airs de samba de carnaval, écrits et chantés par Monarco, Chico Santana et Anice.
Aujourd'hui elle continue à participer aux fêtes et manifestations de la Portela et habite toujours dans la ville où elle est née, Madureira. Sa maison, appelée par les artistes Cafofo da Surica (Le bon refuge de Surica), est un centre de rencontres d'artistes de la Velha Guarda, pour lesquels elle prépare tous les samedis d'immenses marmites de feijoada.

### Actrice
Comme actrice, elle a participé à la série La Cité des hommes et à plusieurs spots commerciaux.